# Nuoto ai XIX Giochi asiatici - 100 metri stile libero maschili
La gara dei 100 metri stile libero maschili di nuoto ai XIX Giochi asiatici si è svolta il 24 settembre 2023, durante i XIX Giochi asiatici, presso l'Hangzhou Olympic Sports Expo Center.

## Podio
| Pos.    | Atleta        | Nazione       |
| ------- | ------------- | ------------- |
| Oro     | Pan Zhanle    | Cina          |
| Argento | Wang Haoyu    | Cina          |
| Bronzo  | Hwang Sun-woo | Corea del Sud |

## Record
Prima della manifestazione il record del mondo (RM), il record asiatico (AS) e il record dei giochi (RC) erano i seguenti.
|  | 46"86 | David Popovici | 13 agosto 2022 Roma       |
|  | 47"43 | Pan Zhanle     | 25 luglio 2023 Fukuoka    |
|  | 47"70 | Ning Zetao     | 25 settembre 2014 Incheon |

Durante la competizione è stato migliorato il seguente record:
|  | 46"97 | Pan Zhanle |

## Programma
| Data              | Ora (UTC+8) | Turno    |
| ----------------- | ----------- | -------- |
| 24 settembre 2024 | 10:49       | Batterie |
| 24 settembre 2024 | 20:26       | Finale   |

## Risultati

### Batterie
| Pos. | Batteria | Corsia | Atleta                   | Nazionalità   | Tempo   | Note |
| ---- | -------- | ------ | ------------------------ | ------------- | ------- | ---- |
| 1    | 4        | 4      | Wang Haoyu               | Cina          | 48"13   | Q    |
| 2    | 6        | 5      | Hwang Sun-woo            | Corea del Sud | 48"54   | Q    |
| 3    | 6        | 4      | Pan Zhanle               | Cina          | 48"66   | Q    |
| 3    | 5        | 4      | Katsuhiro Matsumoto      | Giappone      | 48"66   | Q    |
| 5    | 4        | 5      | Jonathan Tan             | Singapore     | 49"12   | Q    |
| 6    | 5        | 6      | Adilbek Mussin           | Kazakistan    | 49"18   | Q    |
| 7    | 6        | 3      | Lee Ho-joon              | Corea del Sud | 49"24   | Q    |
| 8    | 5        | 3      | Quah Zheng Wen           | Singapore     | 49"28   | Q    |
| 9    | 5        | 5      | Tomonobu Gomi            | Giappone      | 49"50   |      |
| 10   | 4        | 3      | Cheuk Ming Ho            | Hong Kong     | 50"03   |      |
| 11   | 4        | 6      | Dulyawat Kaewsriyong     | Thailandia    | 50"26   |      |
| 12   | 4        | 1      | Tanish George Mathew     | India         | 50"61   |      |
| 13   | 4        | 2      | Lim Yin Chuen            | Malaysia      | 50"82   |      |
| 14   | 6        | 6      | Ian Ho Yentou            | Hong Kong     | 50"90   |      |
| 14   | 5        | 2      | Jason Hatch              | Filippine     | 50"90   |      |
| 16   | 5        | 7      | Samyar Abdoli            | Iran          | 50"92   |      |
| 17   | 6        | 8      | Anand Anilkumar Shylaja  | India         | 50"94   |      |
| 18   | 6        | 2      | Waleed Abdulrazzaq       | Kuwait        | 50"98   |      |
| 18   | 5        | 1      | Arvin Shaun Singh Chahal | Malaysia      | 50"98   |      |
| 20   | 4        | 7      | Joe Kurniawan            | Indonesia     | 51"04   |      |
| 21   | 6        | 7      | Matthew Abeysinghe       | Sri Lanka     | 51"18   |      |
| 22   | 5        | 8      | Ngo Dinh Chuyen          | Vietnam       | 51"42   |      |
| 23   | 3        | 5      | Musa Zhalayev            | Turkmenistan  | 51"63   |      |
| 24   | 3        | 4      | Nicholas Subagyo         | Indonesia     | 52"11   |      |
| 25   | 2        | 2      | Yazan Bawwab             | Palestina     | 52"25   |      |
| 26   | 3        | 3      | Batbayar Enkhtamir       | Mongolia      | 52"55   |      |
| 27   | 3        | 6      | Ahmed Diab               | Qatar         | 52"93   |      |
| 28   | 1        | 6      | Mahmoud Abugharbia       | Palestina     | 53"20   |      |
| 29   | 3        | 7      | Tameem Elhamayda         | Qatar         | 53"37   |      |
| 30   | 4        | 8      | Issa Al Adawi            | Oman          | 53"53   |      |
| 31   | 3        | 8      | Ng Chi Hin               | Macao         | 53"89   |      |
| 32   | 3        | 2      | Antonine de Lapparent    | Cambogia      | 53"93   |      |
| 33   | 2        | 4      | Muhammad Ahmed Durrani   | Pakistan      | 53"96   |      |
| 34   | 3        | 1      | Alexander Shah           | Nepal         | 54"14   |      |
| 35   | 6        | 1      | Tonnam Kanteemool        | Thailandia    | 54"87   |      |
| 36   | 2        | 3      | Muhammad Amaan Siddiqui  | Pakistan      | 55"03   |      |
| 37   | 2        | 5      | Ardasher Gadoev          | Tagikistan    | 55"11   |      |
| 38   | 2        | 1      | Phansovannarun Montross  | Cambogia      | 55"35   |      |
| 39   | 2        | 7      | Sangay Tenzin            | Bhutan        | 55"94   |      |
| 40   | 2        | 6      | Tamir Rentsendorj        | Mongolia      | 56"11   |      |
| 41   | 2        | 8      | Mubai Azzam Ibrahim      | Maldive       | 58"44   |      |
| 42   | 1        | 4      | Santisouk Inthavong      | Laos          | 58"48   |      |
| 43   | 1        | 5      | Nikita Borisov           | Tagikistan    | 1'04"94 |      |
| 44   | 1        | 3      | Jolanio Guterres         | Timor Est     | 1'08"14 |      |

### Finale
| Pos. | Corsia | Atleta              | Nazionalità   | Tempo | Note |
| ---- | ------ | ------------------- | ------------- | ----- | ---- |
|      | 3      | Pan Zhanle          | Cina          | 46"97 |      |
|      | 4      | Wang Haoyu          | Cina          | 48"02 |      |
|      | 5      | Hwang Sun-woo       | Corea del Sud | 48"04 |      |
| 4    | 1      | Lee Ho-joon         | Corea del Sud | 48"68 |      |
| 5    | 6      | Katsuhiro Matsumoto | Giappone      | 48"72 |      |
| 6    | 2      | Jonathan Tan        | Singapore     | 48"94 |      |
| 7    | 7      | Adilbek Mussin      | Kazakistan    | 49"10 |      |
| 8    | 8      | Quah Zheng Wen      | Singapore     | 49"27 |      |